# Dekan (kyrka)
Dekan (lat decanus, från decem tio) är titeln på den prästman i en viss position i den kyrkliga hierarkin. Titeln används huvudsakligen i anglikanska kyrkan och romersk-katolska kyrkan, men även i många lutherska sammanhang. En dekans ställföreträdare kallas subdekan.

## Den romersk-katolska kyrkan
Inom den romersk-katolska kyrkan är dekanen över kardinalkollegiet och subdekanen ordförande respektive vice ordförande i kollegiet. Båda väljs till sina poster. Förutom att leda och fördela arbetet har de ingen bestämmanderätt över kardinalerna, utan har rollen som primus inter pares (den främste bland likar).

## Evangelisk-lutherska kyrkan i Finland
Evangelisk-lutherska kyrkan i Finland är uppdelad i stift, som leds av biskop och domkapitel. Vid domkapitlet finns en stiftsdekan, som leder dess administration och personal och är medlem av dess plenum å ämbetets vägnar (KL19:2-3).
Man kan säga att dekanen är biskopens högra hand vid domkapitlet, liksom domprosten är det i stiftet och kontraktsprosten inom sitt prosteri. Alla dessa titlar kan på engelska kallas "dean", vilket antyder deras likhet.